# Bellevue-la-Montagne
Bellevue-la-Montagne là một xã thuộc tỉnh Haute-Loire nam trung bộ nước Pháp. Xã Bellevue-la-Montagne nằm ở khu vực có độ cao trung bình 990 mét trên mực nước biển.